# Dawny kościół św. Klemensa Dworzaka we Wrocławiu
Kościół św. Klemensa Dworzaka – kościół, który znajdował się we Wrocławiu, na obszarze dzisiejszej ulicy Inżynierskiej, na optycznym zamknięciu dzisiejszej ulicy Makowej. Zniszczony podczas II wojny światowej.

## Historia
W miejscu, w którym stał kościół, wybudowano Szkołę Podstawową nr 109.